# Борачева
Борачева (словен. Boračeva) — поселення в общині Раденці, Помурський регіон, Словенія. Висота над рівнем моря: 209 м.